# Elemér Somfay
Elemér Somfay   (Budapest, 28 d'agost de 1898 - Budapest, 15 de maig de 1979) va ser un atleta i pentatleta modern hongarès que va competir durant les dècades de 1920 i 1930.
El 1924 va prendre part en els Jocs Olímpics de París, on disputà dues proves del programa d'atletisme. Guanyà la medalla de plata en la prova del pentatló, mentre abandonà en la decatló.
Vuit anys més tard, als Jocs de Los Angeles, fou setè en la competició de pentatló modern.

## Millors marques
- Decatló. 6.247 punts (1923)[1]